# Televisioni locali del Piemonte
Eitowers Piemonte, Raiway Piemonte e Open Area sono tre dei multiplex della televisione digitale terrestre presenti nel sistema DVB-T italiano.
Eitowers Piemonte appartiene a EI Towers S.p.A. interamente posseduta da 2i Towers S.r.l., a sua volta controllata al 100% da 2i Towers Holding S.r.l., che è partecipata per il 40% da Mediaset e per il 60% da F2i TLC 1 S.r.l..
Raiway Piemonte appartiene a Rai Way, società controllata da Rai.
Open Area appartiene a Sestarete e 2M Telecomunicazioni.

## Copertura
Eitowers Piemonte è una rete di primo livello disponibile in tutto il Piemonte.
Raiway Piemonte  è una rete di secondo livello disponibile in tutto il Piemonte, eccetto la provincia del Verbano-Cusio-Ossola.
Open Area è una rete di secondo livello disponibile nelle province d'Asti e Torino.
Sono inoltre ricevibili due multiplex locali lombardi, causando in molti casi un conflitto LCN:
Eitowers Lombardia è una rete di primo livello disponibile in tutto il Piemonte, eccetto le province d'Asti, Cuneo e Torino
Raiway Lombardia è una rete di primo livello disponibile in tutto il Piemonte, eccetto le province di Cuneo e Torino

## Frequenze
Eitowers Piemonte trasmette sul canale 21 della banda UHF IV in tutto il Piemonte, eccetto le province di Cuneo e Torino, e sul canale 41 della banda UHF V nelle province d'Asti, Cuneo e Torino.
Raiway Piemonte 2 trasmette sul canale 27 della banda UHF IV in tutto il Piemonte, eccetto la provincia del Verbano-Cusio-Ossola.
Open Area trasmette sul canale 29 della banda UHF IV nelle province d'Asti e Torino.
Eitowers Lombardia trasmette sul canale 22 della banda UHF IV in tutto il Piemonte, eccetto le province d'Asti, Cuneo e Torino.
Raiway Lombardia trasmette sul canale 34 della banda UHF IV in tutto il Piemonte, eccetto le province di Cuneo e Torino.

## Servizi

### Canali televisivi (Eitowers Piemonte)
| LCN    | Canale                 | Note       |
| ------ | ---------------------- | ---------- |
| 10 110 | Telecity Piemonte      | FTA (HDTV) |
| 11     | TELECUPOLE             | FTA (HDTV) |
| 12     | VideoGruppo            | FTA (HDTV) |
| 13     | RETE 7 HD              | FTA (HDTV) |
| 14     | Primantenna            | FTA (HDTV) |
| 15     | GRP TV                 | FTA        |
| 16     | Sesta Rete             | FTA        |
| 17 617 | VCO AZZURRA TV         | FTA (HDTV) |
| 18     | CANALE ITALIA          | FTA        |
| 19 619 | VIDEONOVARA            | FTA (HDTV) |
| 71     | CANALE ITALIA Piemonte | FTA        |
| 75     | TopCalcio24 HD         | FTA (HDTV) |
| 76     | VALENZA TV             | FTA (HDTV) |
| 78     | Motori TV              | FTA (HDTV) |
| 80 680 | Onda Novara Tv         | FTA        |

### Canali televisivi (Raiway Piemonte)
| LCN | Canale               | Note       |
| --- | -------------------- | ---------- |
| 73  | RADIO BRUNO Piemonte | FTA (HDTV) |
| 82  | GIOCABET.TV          | FTA        |
| 83  | PIEMONTE+ HD         | FTA (HDTV) |
| 84  | TELEREPORTER         | FTA        |
| 87  | RBE-TV               | FTA        |
| 96  | RADIO BIRIKINA TV    | FTA        |
| 98  | RADIO 4 YOU TV 3     | FTA        |

### Canali televisivi (Open Area)
| LCN | Canale             | Note       |
| --- | ------------------ | ---------- |
| 77  | 6SRNEWS            | FTA        |
| 79  | 6SR STILE          | FTA        |
| 85  | LOMBARDIA TV       | FTA (HDTV) |
| 86  | 6SR MOTORI         | FTA        |
| 88  | STUDIOPIU' ON AIR  | FTA (HDTV) |
| 89  | 6SR055TV           | FTA        |
| 90  | TELECONTATTO       | FTA        |
| 91  | VALPADANA TV       | FTA (HDTV) |
| 92  | TELECONTATTO 2     | FTA        |
| 93  | ANTICOLANA CHANNEL | FTA        |
| 94  | 6SR MUSICA         | FTA        |
| 95  | YES TV             | FTA        |
| 97  | TELEANTENNA        | FTA (HDTV) |
| 99  | TELESTELLA         | FTA (HDTV) |
| 112 | STUDIOPIU'         | FTA (HDTV) |
| 114 | TELERADIOPACE 4    | FTA (HDTV) |
| 115 | 115 NEWS           | FTA        |
| 116 | SOCIAL CHANNEL     | FTA        |
| 351 | 70-80.TV           | FTA        |